# Occlusiva retroflessa sorda
L'occlusiva retroflessa sorda è una consonante, rappresentata con il simbolo [ʈ] nell'alfabeto fonetico internazionale (IPA).
Nella lingua italiana tale fono non è presente.

## Caratteristiche
La consonante occlusiva retroflessa sorda presenta le seguenti caratteristiche:
- il suo modo di articolazione è occlusivo, perché questo fono è dovuto all'occlusione del canale orale (la bocca) seguita da un brusco rilascio detto esplosione;
- il suo luogo di articolazione è retroflesso, perché nel pronunciare tale suono la punta della lingua si flette all'indietro toccando il palato;
- è una consonante sorda, in quanto questo suono è prodotto senza vibrazione da parte delle corde vocali.

## In italiano
In italiano tale fono, come detto, non è presente a livello di fonema, ma si può tuttavia trovare come allofono dell'occlusiva alveolare sorda [t] in alcune lingue o dialetti meridionali estremi, dove per esempio la parola "treno" può essere pronunciata [ˈʈ͡ɽɛːno, ˈʈ͡ɽɛːnu].

## Altre lingue

### Norvegese
In lingua norvegese tale fono è presente nei dialetti orientali e centrali ed è reso con la grafia ⟨rt⟩:
- svart "nero" [sʋɑʈ]

### Svedese
In lingua svedese tale fono è pure reso con la grafia ⟨rt⟩:
- karta "mappa" [ˈkʰɑːʈa]